# Thomas Bersinger
Thomas Bersinger (4 de diciembre de 1985) es un deportista argentino que compite en piragüismo en la modalidad de eslalon. Ganó una medalla de bronce en el Campeonato Mundial de Piragüismo en Eslalon de 2018 en la prueba de K1 extremo.

## Palmarés internacional
| Campeonato Mundial | Campeonato Mundial      | Campeonato Mundial | Campeonato Mundial |
| Año                | Lugar                   | Medalla            | Competición        |
| ------------------ | ----------------------- | ------------------ | ------------------ |
| 2018               | Río de Janeiro (Brasil) | Medalla de bronce  | K1 extremo         |